# Narmada
Il Narmada (Devanagari: नर्मदा gujarati: નર્મદા o Nerbudda (Narbada)) è un fiume dell'India centrale e il settimo più grande fiume nel subcontinente indiano. Costituisce la tradizionale linea di demarcazione tra il Nord e il Sud dell'India.
Il suo bacino idrografico si estende su 98979 km².
Nel Periplus Maris Erythraei (80 d.C. circa) il fiume è menzionato come Namnadius (Ναμνάδιος), mentre Tolomeo lo chiamava Namadus (Νάμαδος) e Namades (Ναμάδης) e nel Raj britannico veniva chiamato Nerbudda o Narbada. 
Narmada è una parola sanscrita che significa "Datore di Piacere".

## Geografia
Il fiume Narmada costituisce il tradizionale confine tra il nord e il sud dell'India e scorre in direzione ovest per un lungo tratto di 1312 km fino a sfociare nel Golfo di Khambhat sul Mar Arabico, 50 km a ovest della città di Bharuch, nello stato del Gujarat.
È uno dei tre fiumi principali dell'India peninsulare, il più lungo dei quali scorre in direzione est-ovest (gli altri due sono i fiumi Tapti e Mahi) ed è anche l'unico fiume indiano ad attraversare una fossa tettonica, scorrendo a ovest tra le catene di Satpura e Vindhya. Attraversa gli stati del Madhya Pradesh (1077 km), del Maharashtra (74 km: 35 km di confine Madhya Pradesh-Maharastra e 39 km di confine Madhya Pradesh-Guyarat) e del Gujarat (161 km)2 .
Le principali città vicine alle sue sponde sono Jabalpur (1 117 200 abitanti nel 2001), Bharuch e Omkareshwar.
Nel suo bacino è stato recentemente realizzato un importante progetto idroelettrico e di irrigazione ("Narmada Dam Project"), con la costruzione di diverse dighe (più di 30 previste), la più importante delle quali è la diga Sardar Sarovar.